# Psenobolus stigmaticalis
Psenobolus stigmaticalis är en stekelart som beskrevs av Van Achterberg och Marsh 2002. Psenobolus stigmaticalis ingår i släktet Psenobolus och familjen bracksteklar. Inga underarter finns listade i Catalogue of Life.